# Philodendron craspedodromum
Philodendron craspedodromum är en kallaväxtart som beskrevs av Richard Evans Schultes. Philodendron craspedodromum ingår i släktet Philodendron och familjen kallaväxter.
Artens utbredningsområde är Colombia. Inga underarter finns listade.